# Companhia Dinamarquesa das Índias Ocidentais e Guiné

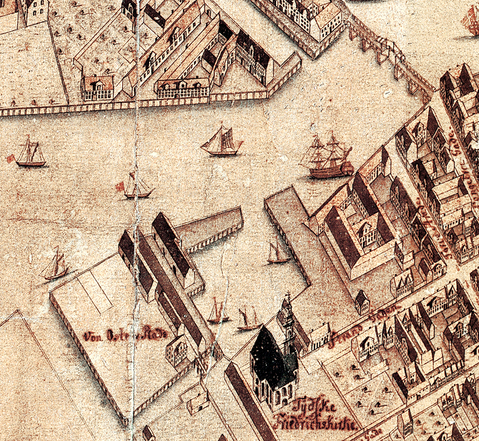
Mapa detalhado mostrando a sede e o porto da Companhia em Copenhaga

A Companhia Dinamarquesa das Índias Ocidentais e Guiné (em dinamarquês:  Vestindisk kompagni) foi uma companhia dinamarquesa-norueguesa que explorava colónias ultramarinas nas Caraíbas e Costa do Ouro Africana, nomeadamente as Índias Ocidentais Dinamarquesas e a Costa do Ouro Dinamarquesa, partes do Império Dinamarquês.
O nome da companhia pode também ser abreviado para Companhia Dinamarquesa das Índias Ocidentais (Det Vestindisk-Guineisk kompagni).

## História

### Primeiros anos
Em Março de 1659 a Companhia Africana Dinamarquesa foi criada em Glückstadt por um Finlandês Hendrik Carloff, dois Holandeses Isaac Coymans e Nicolaes Pancras e dois mercadores Alemães Vincent Klingenberg e Jacob del Boe. O mandato deles incluía comércio com a Costa do Ouro Dinamarquesa (actual Gana). Esta companhia passou a administrar também as possessões suecas da Costa de Ouro Sueca após a tomada destas pela Dinamarca em 1663.
A Companhia das Índias Ocidentais Dinamarquesas foi organizada em Novembro de 1670 e licenciada pelo Rei Cristiano V da Dinamarca em 11 de Março de 1671.
Em 1671 a Companhia Africana Dinamarquesa foi incorporada na Companhia das Índias Ocidentais Dinamarquesas.
Em 1668, foi criada uma colónia dinamarquesa na Ilha de São Tomás, pertencente às actuais Ilhas Virgens Americanas, dos EUA. A primeira colonização bem sucedida de São Tomás empregou barcos da Marinha Real Dinamarquesa-Norueguesa, nomeadamente o iate chamado Den forgyldte Krone e a fragata Faeroe, mas rapidamente a Companhia passou a empregar barcos próprios, usando de vez em quando barcos da Marinha Real para escolta.
A partir de Agosto de 1680 a companhia passou a ser conhecida como Companhia das Índias Ocidentais-Guiné.
Inicialmente a companhia teve dificuldades em ser lucrativa mas passou a ter lucros com a crescente receita dos impostos e levando todas as exportações directamente para Copenhaga.
A Ilha de São João foi adquirida em 1718 e a Ilha de Santa Cruz foi adquirida em 1733, ambas ao Reino da França.
Nos seculos XVII e XVIII, a companhia floresceu graças às rotas do comércio triangular no norte do Oceano Atlântico, Escravos vindos da Costa de Ouro de África eram trocados por melaço e rum nas Caraíbas.

### Encerramento
A companhia administrou as colónias até 1754, quando o governo dinamarquês tomou o controle, através da Camara de Receitas. Entre 1760 e 1848 o órgão governativo era conhecido como Vestindisk-guineiske rente- og generaltoldkammer.

### Reabertura
Frederik Bargum reabriu a companhia como Companhia Guineense, através de resolução real em 18 de Março de 1765, de forma a manter o comércio nas colónias da Costa de Ouro Dinamarquesa. Em Novembro receberam os fortes de Christiansborg e Fredensborg por 20 anos. No entanto, a companhia nuna usufruiu do monopólio anterior, gerando uma competição entre todos os dinamarqueses, noruegueses e outros reinos do Norte da Europa..

### Fecho definitivo
Os problemas financeiros liquidaram a companhia em 22 de Novembro de 1776. Em antecipação, o governo dinamarquês-norueguês tomou o controle dos fortes cedidos em Agosto de 1775. Bargum fugiu do país para escapar aos credores em 1774.

## Barcos da Companhia
- Charlotte Amelie (1680s)
- Den Unge Tobias (Jovem Tobias, 1687)
- Røde Hane (Galo Vermelho, 1687)
- Maria (1687)
- Pelicanen (Pelicano)
- Unidade (1700s)